# Stort
Stort ou 't Stort est un hameau qui fait partie de la commune néerlandaise de Het Hogeland, en province de Groningue.
Stort a été créé à la fin du XIXe siècle, à l'occasion de la construction du canal d'Hunsingo.